# Teofan II (patriarcha Jerozolimy)
Teofan II – prawosławny patriarcha Jerozolimy w latach 1450–1452.